# Chile Open
Chile Open (також за назвою спонсора Chile Dove Men+Care Open) — міжнародний щорічний чоловічий професійний тенісний турнір, який проводиться в Чилі на відкритих ґрунтових кортах. Заснований 1930 року як  змішаний чоловічий і жіночий турнір Chile International Championships. Проводився в містах Сантьяго, Вінья-дель-Мар і Коліна, є частиною  туру ATP 250 і чотирьох турнірів Golden Swing.

## Фінали
Неповний список фіналів:

### Чоловіки, одиночний розряд
| Рік                        | Чемпіон                    | Фіналіст               | Рахунок                  |
| Сантьяго (1930–1981)       | Сантьяго (1930–1981)       | Сантьяго (1930–1981)   | Сантьяго (1930–1981)     |
| -------------------------- | -------------------------- | ---------------------- | ------------------------ |
| 1935                       | Adriano Zappa              | Lucilo del Castillo    | 2–6, 6–2, 8–6, 6–1.      |
| 1939                       | Панчо Сегура               | Еральдо Вейсс          | 8–6, 6–3, 6–1.           |
| 1940                       | Pancho Segura              | Salvador Deik          | 4–6, 6–4, 6–0.           |
| 1950                       | Рікардо Бальбієрс          | Tony Vincent           | 7–5, 6–3.                |
| 1951                       | Бадж Петті                 | Jorge Morales          | 6–1, 6–4, 6–2.           |
| 1952                       | Ярослав Дробний (тенісист) | Бернард Барцен         | 4–6, 6–4, 6–8, 6–2, 6–2. |
| 1958                       | Луїс Аяла                  | Біллі Найт             | 6–1, 6–3, 6–4.           |
| 1959                       | Luis Ayala                 | Мануель Сантана        | 7–5, 6–1, 4–6, 6–4.      |
| 1960                       | Луїс Аяла                  | Роналд Барнз           | 6–3, 7–5, 6–1.           |
| 1961                       | П'єр Дармон                | Вітні Рід              | 6–2, 6–1, 6–4.           |
| 1962                       | Дітер Еклібе               | Ісаяс Піментель        | 7–5, 6–0, 6–4.           |
| 1963                       | Alan Lane                  | Нікола П'єтранджелі    | 4–6, 6–4, 6–4.           |
| 1966                       | Патрісіо Родрігес          | Хайме Пінто Браво      | 6–4, 3–6, 6–2, 6–4.      |
| ↓ Відкрита Ера ↓           |                            |                        |                          |
| 1969                       | Ян Кодеш                   | Мілан Голечек          | 4–6, 6–3, 1–6, 6–1, 6–1. |
| 1970                       | Мануель Орантес            | Френк Фролінг          | 6–3, 6–2, 6–4.           |
| 1971                       | Хайме Пінто Браво          | Хайме Фійоль           | 6–4, 6–4, 6–7, 6–4.      |
| 1973                       | Дік Стоктон                | Патрісіо Корнехо       | 6–2, 7–5.                |
| 1976                       | Хосе Їгерас                | Карлус Кірмайр         | 5–7, 6–4, 6–4            |
| 1977                       | Гільєрмо Вілас             | Хайме Фійоль           | 6–0, 2–6, 6–4            |
| 1978                       | Хосе Луїс Клерк            | Віктор Печчі           | 3–6, 6–3, 6–1            |
| 1979                       | Ганс Гільдемайстер         | Хосе Їгерас            | 7–5, 5–7, 6–4            |
| 1980                       | Віктор Печчі               | Крістоф Фресс          | 4–6, 6–4, 6–3            |
| 1981                       | Ганс Гільдемайстер         | Андрес Гомес           | 6–4, 7–5                 |
| Вінья-дель-Мар (1981–1983) |                            |                        |                          |
| 1981                       | Віктор Печчі               | Хосе Їгерас            | 6–4, 6–0                 |
| 1982                       | Педро Реболледо            | Рауль Рамірес          | 6–4, 3–6, 7–6            |
| 1983                       | Віктор Печчі               | Хайме Фійоль           | 2–6, 7–5, 6–4            |
| Сантьяго (1993–2000)       |                            |                        |                          |
| 1993                       | Хав'єр Франа               | Еміліо Санчес Вікаріо  | 7–5, 3–6, 6–3            |
| 1994                       | Альберто Берасатегі        | Франсіско Клавет       | 6–3, 6–4                 |
| 1995                       | Ктіслав Доседель           | Марсело Ріос           | 7–6(7–3), 6–3            |
| 1996                       | Ернан Гумі                 | Марсело Ріос           | 6–4, 7–5                 |
| 1997                       | Хуліан Алонсо              | Марсело Ріос           | 6–2, 6–1                 |
| 1998                       | Франсіско Клавет           | Юнес Ель-Айнауї        | 6–2, 6–4                 |
| 2000                       | Густаво Куертен            | Маріано Пуерта         | 7–6(7–3), 6–3            |
| Вінья-дель-Мар (2001–2009) |                            |                        |                          |
| 2001                       | Гільєрмо Кор'я             | Гастон Гаудіо          | 4–6, 6–2, 7–5            |
| 2002                       | Фернандо Гонсалес          | Ніколас Лапентті       | 6–3, 6–7(5–7), 7–6(7–4)  |
| 2003                       | Давід Санчес (тенісист)    | Марсело Ріос           | 1–6, 6–3, 6–3            |
| 2004                       | Фернандо Гонсалес          | Густаво Куертен        | 6–4, 6–4                 |
| 2005                       | Гастон Гаудіо              | Фернандо Гонсалес      | 6–3, 6–4                 |
| 2006                       | Хосе Акасусо               | Ніколас Массу          | 6–4, 6–3                 |
| 2007                       | Луїс Орна                  | Ніколас Массу          | 7–5, 6–3                 |
| 2008                       | Фернандо Гонсалес          | Хуан Монако            | w/o                      |
| 2009                       | Фернандо Гонсалес          | Хосе Акасусо           | 6–1, 6–3                 |
| Сантьяго (2010–2011)       |                            |                        |                          |
| 2010                       | Томас Беллуччі             | Хуан Монако            | 6–2, 0–6, 6–4            |
| 2011                       | Томмі Робредо              | Сантьяго Хіральдо      | 6–2, 2–6, 7–6(7–5)       |
| Вінья-дель-Мар (2012–2014) |                            |                        |                          |
| 2012                       | Хуан Монако                | Карлос Берлок          | 6–3, 6–7, 6–1            |
| 2013                       | Орасіо Себальйос           | Рафаель Надаль         | 6–7(2–7), 7–6(8–6), 6–4  |
| 2014                       | Фабіо Фоніні               | Леонардо Маєр          | 6–2, 6–4                 |
| Сантьяго (2020–2023)       |                            |                        |                          |
| 2020                       | Тьягу Сейбот Вілд          | Каспер Рууд            | 7–5, 4–6, 6–3            |
| 2021                       | Крістіан Гарін             | Факундо Баньїс         | 6–4, 6–7(3–7), 7–5       |
| 2022                       | Педро Мартінес             | Себастьян Баес         | 4–6, 6–4, 6–4            |
| 2023                       | Ніколас Джаррі             | Томас Мартін Етчеверрі | 6–7(5–7), 7–6(7–5), 6–2  |
| 2024                       | Себастьян Баес             | Алехандро Табіло       | 3–6, 6–0, 6–4            |
| 2025                       | Ласло Дьоре                | Себастьян Баес         | 6–4, 3–6, 7–5            |

### Чоловіки, парний розряд
| Рік                        | Чемпіони                                                              | Фіналісти                                                             | Рахунок              |
| Сантьяго (1976–1981)       | Сантьяго (1976–1981)                                                  | Сантьяго (1976–1981)                                                  | Сантьяго (1976–1981) |
| -------------------------- | --------------------------------------------------------------------- | --------------------------------------------------------------------- | -------------------- |
| 1976                       | Патрісіо Корнехо Ганс Гільдемайстер                                   | Літо Альварес Белус Прахокс                                           | 6–3, 7–6             |
| 1977                       | Патрісіо Корнехо Хайме Фійоль                                         | Генрі Баніс Пол Макнамі                                               | 5–7, 6–1, 6–1        |
| 1978                       | Ганс Гільдемайстер Віктор Печчі                                       | Альваро Фільйоль Хайме Фійоль                                         | 6–4, 6–3             |
| 1979                       | Хосе Їгерас / Хайро Веласко стар. vs. Альваро Фільйоль / Хайме Фійоль | Хосе Їгерас / Хайро Веласко стар. vs. Альваро Фільйоль / Хайме Фійоль | Suspended            |
| 1980                       | Белус Прахокс Рікардо Ікаса                                           | Карлус Кірмайр Жоао Суарес                                            | 4–6, 7–6, 6–4        |
| 1981                       | Ганс Гільдемайстер Андрес Гомес                                       | Рікардо Кано Белус Прахокс                                            | 6–2, 7–6             |
| Вінья-дель-Мар (1981–1983) |                                                                       |                                                                       |                      |
| 1981                       | Девід Картер Пол Кронк                                                | Андрес Гомес Белус Прахокс                                            | 6–1, 6–2             |
| 1982                       | Мануель Орантес Рауль Рамірес                                         | Гільєрмо Обоне Анхель Хіменес                                         | Default              |
| 1983                       | Ганс Гільдемайстер Белус Прахокс                                      | Жуліо Гоес Ней Келлер                                                 | 6–3, 6–1             |
| Сантьяго (1993–2000)       |                                                                       |                                                                       |                      |
| 1993                       | Mike Bauer Давід Рікл                                                 | Christer Allgardh Brian Devening                                      | 7–6, 6–4             |
| 1994                       | Карел Новачек Матс Віландер                                           | Томас Карбонелл Франсіско Ройг                                        | 4–6, 7–6, 7–6        |
| 1995                       | Їржі Новак (тенісист) Давід Рікл                                      | Shelby Cannon Francisco Montana                                       | 6–4, 4–6, 6–1        |
| 1996                       | Густаво Куертен Фернандо Мелігені                                     | Альберт Портас Dinu Pescariu                                          | 6–4, 6–2             |
| 1997                       | Jan Hendrik Davids Ендрю Кратцманн                                    | Хуліан Алонсо Ніколас Лапентті                                        | 7–6, 5–7, 6–4        |
| 1998                       | Маріано Худ Себастьян Прієто                                          | Массімо Бертоліні Девін Бовен                                         | 7–6, 6–7, 7–6        |
| 2000                       | Густаво Куертен Antônio Prieto                                        | Lan Bale Піт Норвал                                                   | 6–2, 6–4             |
| Вінья-дель-Мар (2001–2009) |                                                                       |                                                                       |                      |
| 2001                       | Лукас Арнольд Кер Томас Карбонелл                                     | Маріано Худ Себастьян Прієто                                          | 6–4, 2–6, 6–3        |
| 2002                       | Гастон Етліс Мартін Родрігес                                          | Лукас Арнольд Кер Луїс Лобо                                           | 6–3, 6–4             |
| 2003                       | Агустін Кальєрі Маріано Худ                                           | Франтішек Чермак Леош Фридль                                          | 6–3, 1–6, 6–4        |
| 2004                       | Хуан Ігнасіо Чела Гастон Гаудіо                                       | Ніколас Лапентті Мартін Родрігес                                      | 7–6(7–2), 7–6(7–3)   |
| 2005                       | Давид Феррер Сантьяго Вентура Бертомеу                                | Гастон Етліс Мартін Родрігес                                          | 6–3, 6–4             |
| 2006                       | Хосе Акасусо Себастьян Прієто                                         | Франтішек Чермак Леош Фридль                                          | 7–6(7–2), 6–4        |
| 2007                       | Пауль Капдевіль Оскар Ернандес                                        | Альберт Монтаньєс Рубен Рамірес Ідальго                               | 4–6, 6–4, [10–6]     |
| 2008                       | Хосе Акасусо Себастьян Прієто                                         | Максімо Гонсалес Хуан Монако                                          | 6–1, 3–0, ret.       |
| 2009                       | Пабло Куевас Бріан Дабуль                                             | Франтішек Чермак Міхал Мертиняк                                       | 6–3, 6–3             |
| Сантьяго (2010–2011)       |                                                                       |                                                                       |                      |
| 2010                       | Лукаш Кубот Олівер Марах                                              | Потіто Стараче Орасіо Себальйос                                       | 6–4, 6–0             |
| 2011                       | Марсело Мело Бруно Соарес                                             | Лукаш Кубот Олівер Марах                                              | 6–3, 7–6(7–3)        |
| Вінья-дель-Мар (2012–2014) |                                                                       |                                                                       |                      |
| 2012                       | Фред Жіл Даніель Хімено-Травер                                        | Пабло Андухар Карлос Берлок                                           | 1–6, 7–5, [12–10]    |
| 2013                       | Паоло Лоренці Потіто Стараче                                          | Рафаель Надаль Хуан Монако                                            | 6–2, 6–4             |
| 2014                       | Олівер Марах [[Файл:Шаблон:Прапор RUM\|20x13px\|RUM]] Флорін Мерджа   | Хуан Себастьян Кабаль Роберт Фара                                     | 6–3, 6–4             |
| Сантьяго (2020–2023)       |                                                                       |                                                                       |                      |
| 2020                       | Роберто Карбальєс Баена Алехандро Давидович Фокіна                    | Марсело Аревало Джонні О'Мара                                         | 7–6(7–3), 6–1        |
| 2021                       | Сімоне Болеллі Максімо Гонсалес                                       | Федеріко Дельбоніс Хауме Мунар                                        | 7–6(7–4), 6–4        |
| 2022                       | Рафаель Матос Феліпе Малігені Алвеш                                   | Андре Ґоранссон Натаніел Ламмонс                                      | 7–6(10–8), 7–6(7–3)  |
| 2023                       | Андреа Пеллегрино Андреа Вавассорі                                    | Тьягу Сейбот Вілд Matías Soto                                         | 6–4, 3–6, [12–10]    |
| 2024                       | Алехандро Табіло Томас Барріос Вера                                   | Matías Soto Орландо Луц                                               | 6–2, 6–4             |
| 2025                       | Ніколас Баррієнтос Rithvik Choudary Bollipalli                        | Максімо Гонсалес Андрес Мольтені                                      | 6–3, 6–2             |